# Ivo Frangeš
Ivo Frangeš (Trst, 15. travnja 1920. – Zagreb, 29. prosinca 2003.) kroatist, slavist i talijanist, jedan od predstavnika zagrebačke stilističke škole, hrvatski književni povjesničar, akademik. 

## Životopis
Rodio se 15. travnja 1920. u Trstu. Maturirao je 1938. u Sarajevu. Romanistiku i kroatistiku diplomirao je na Filozofskom fakultetu u Zagrebu, 1943. Od godine 1946. asistent je pri Katedri za talijanski jezik i književnost u Zagrebu. Habilitirao je 1954. U razdoblju 1953. – 1956. lektor je hrvatskog jezika na Filozofskom fakultetu u Firenci i profesor hrvatske kulturne povijesti. U Firenci ga zatječe smrt Antuna Barca. Na poziv matičnog Filozofskog fakulteta u Zagrebu preuzima Katedru za noviju hrvatsku književnost, na kojoj radi do umirovljenja (1985.). 
Jedan je, u okviru Hrvatskoga filološkog društva od osnivača i suurednika časopisa »Umjetnost riječi« (1957.), koji je bio prepoznatljivo glasilo Zagrebačke stilističke škole. Od 1962. Frangeševo se ime nalazi u impressumu prvog broja časopisa «Forum», edicije koju je pokrenuo Akademijin Razred za književnost. U njemu će Frangeš objaviti brojne književnopovijesne studije, literarne portrete i metodološke rasprave o hrvatskoj i europskoj literaturi. Od 1970. pokretač je i urednik časopisa »Croatica«. 
Prevodio je s talijanskoga i francuskoga: između ostalih Machiavellija, Manzonija, Vergu, De Sanctisa, Stendhala i dr.
Predavao je na mnogim europskim sveučilištima kao gost profesor (Krakov, Varšava, Moskva, Sankt Peterburg, Bordeaux, Prag, Frankfurt a/M, Köln, München, Göttingen, Heidelberg, Rim, Napulj, Trst, Pisa, Milano, Padova, Uppsala, Stockholm, Göteborg).
Ivo Frangeš umro je u Zagrebu 29. prosinca 2003. godine. Sahranjen je na Mirogoju.

### Članstva i suradnje
- Od 1960. izvanredni, a od 1968. redoviti član JAZU (HAZU).
- 1983. dopisni je član Slovenske akademije znanosti in umetnosti u Ljubljani.
- 2001. izabran za dopisnog člana Akademie der Wissenschaften zu Göttingen.

U razdoblju 1970. – 1972. predsjednik je Društva hrvatskih književnika i Saveza književnika Jugoslavije. Od 1970. bio je član Međunarodnoga slavističkog komiteta, kojemu je do smrti potpredsjednik. Bio je član Matice hrvatske, hrvatskog PEN-a i SEC-a (Europskog društva za kulturu). 
Ivo Frangeš jedan je od organizatora, VIII. međunarodnog slavističkog kongresa u Zagrebu, 1978. Bio je član uredništva i suradnik znanstvenih projekata: Pet stoljeća hrvatske književnosti, Zagreb; Opera omnia - Sabrana djela Marka Marulića, Split; Stoljeća hrvatske književnosti, Zagreb; Hrvatska i Europa (HAZU). Bio je predsjednik i urednik manifestacije Knjiga Mediterana, Split, te organizator i voditelj prvog talijansko-hrvatskog simpozija Venezia - mito e antimito (Fondazione Cini - HAZU, 1997.).

## Izabrana djela
Objavio je brojne knjige i rasprave. Najvažnije su knjige: 
- Stilističke studije, 1959.
- Studije i eseji, 1967.
- Talijanske teme, 1967.
- Matoš, Vidrić, Krleža, 1974.
- Realizam (Povijest hrvatske književnosti, knj. 4), 1976.
- Antun Barac, 1978.
- Izabrana djela (PSHK, knj. 149), 1980.
- Povijest hrvatske književnosti, 1987.
- Suvremenost baštine, 1992.
- Geschichte der kroatischen Literatur, 1995.[1]
- Hrvatska novela (s Viktorom Žmegačem), 1998.
- August Šenoa: Karanfil sa pjesnikova groba – Nagelj s pesnikovega groba (s Jožetom Pogačnikom)
- HAZU-SAZU, Zagreb-Ljubljana, 1997.
- Ivan Mažuranić: Smrt Smail-age Čengića (s Milanom Mogušem), HAZU, Zagreb, 2001.

## Nagrade i priznanja
- 1970.: Republička nagrada »Božidar Adžija« za znanstveni rad
- 1974.: Herderovu nagradu, Beč
- 1993.: Nagrada Vladimir Nazor za životno djelo
- 1993.: Humboldtova znanstvena nagrada, Bonn
- 1995.: Medalja Antun Barac, Prvi kongres hrvatskih slavista u samostalnoj Hrvatskoj (Pula, 1995.)
- 1996.: Red Danice hrvatske s likom Marka Marulića
- 1996.: Vjesnik mu dodjeljuje Goranovu nagradu za knjigu Geschichte der kroatischen Literatur
- 1999.: Državna nagrada za cjelokupni znanstveni rad

Godine 2020. Frangešu u čast objavljen je zbornik Čarobnjak riječi.